# 코츠테크놀로지
코츠테크놀로지(Cots Technology Co., Ltd.)는 대한민국의 방위 산업 기업이다. 싱글 보드 컴퓨터(Single-Board Computer, SBC, 단일 보드 컴퓨터) 기반의 방위 산업 임베디드 시스템을 개발 생산한다

## 역사
1999년에 LIG넥스원 출신인 조지원 대표와 5명의 멤버가 창업하였다

## 사업
군용 전시기, 무기 체계 탑재용 컴퓨터 장치 등 무기 체계의 중요 모듈 설계 및 제조한다

## 상장
2023년 8월 10일 주관사를 한국투자증권과 하이투자증권으로 공모가 13,000원에 상장하였다.

## 같이 보기
- TS인베스트먼트
- RF머트리얼즈
- 켄코아에어로스페이스
- 아이쓰리시스템
- 인텔리안테크
- 천궁 (미사일)

## 참고문헌
1. ↑  박상희,코츠테크놀로지, 중동 전쟁 확대 촉각...항공 방위 산업 원천 기술 보유 부각, 서울경제, 2023년 10월 19일
2. ↑  "아직 싸다" 코츠테크 몸값 저평가 거론 배경은, 딜사이트, 2023년 8월 9일
3. ↑  김태영, 코츠테크놀로지, K2전차 수출에 힘보탠다…생산 능력 30% 확장 완료, 더스탁, 2024년 6월 13일
4. ↑  최양해, "아직 싸다" 코츠테크 몸값 저평가 거론 배경은, 딜사이트, 2023년 8월 9일
5. ↑  김태영, 코츠테크놀로지 상장 첫날 주가 장중 강세, 공모가 대비 88% 상승, 비즈니스 포스트, 2023년 8월 10일